# Fort Nativitat

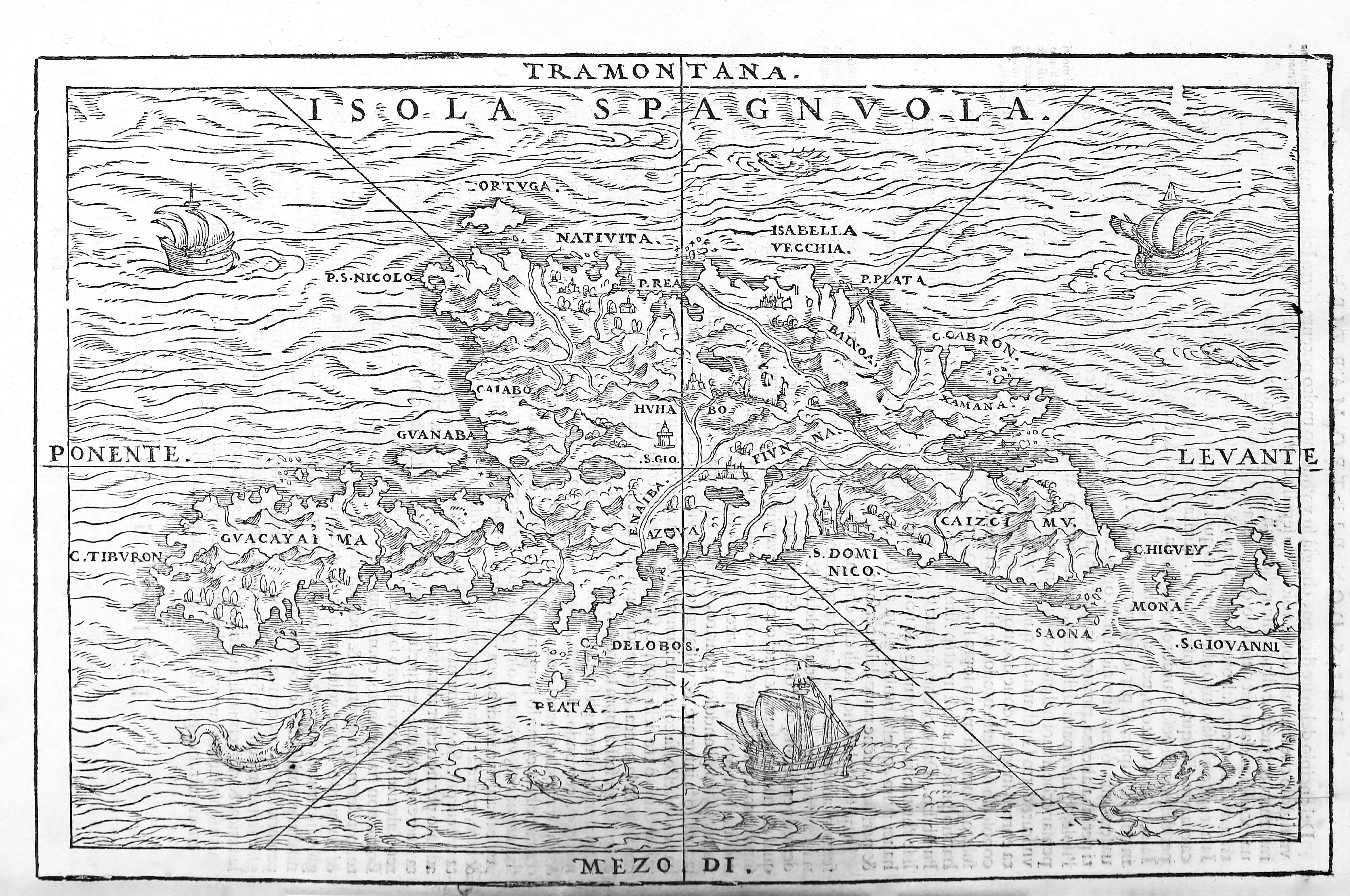
Mapa de la Hispaniola a on apareix el Fort Nativitat

Fort Nativitat va ser un assentament que Cristòfor Colom i els seus homes van establir en l'actual Haití en 1493 amb les restes de la nau Santa Maria. Tot i que va ser destruïda l'any següent, el Fort Nativitat va ser la primera colònia europea establerta al Nou Món.

## Història
El dia 24 de desembre durant el seu Primer viatge, Colom navegar des del Cap de Sant Tomàs fins a Punta Santa i a la nit decidir descansar i celebrar el Nadal, deixant el control de la nau Santa Maria a un grumet. A les 12 de la nit els corrents de la zona van anar conduint a la nau cap a un banc de sorra. El grumet va donar la veu d'alarma i en adonar-se la tripulació que el naufragi era inevitable abandonar la nau rescatant el que es pogués salvar. Amb tota la tripulació fora de perill, Colom va enviar a Pedro Gutiérrez i a Diego de Arana a demanar auxili a Guacanagarí, que va respondre enviant canoes. Malgrat que no hi va haver morts, la nao va quedar inservible.

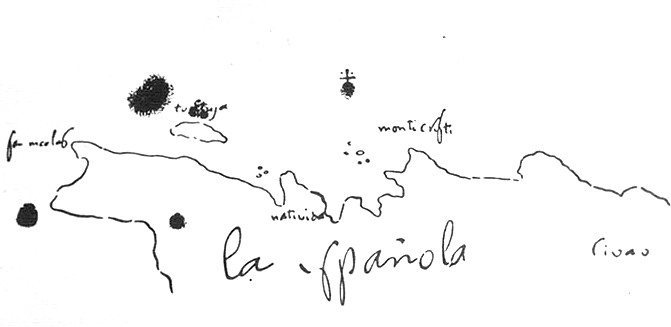
Mapa de l'Illa Hispaniola

El naufragi de la nau Santa Maria es va produir en les coordenades 19º 38' latitud nord i 72° 10′ longitud Oest, enfront de Punta Santa, avui anomenada Badia del Cap Haitià.
El dia 26 de desembre l'Almirall va prendre les restes de la Santa Maria per començar a construir un fort que es dirà Fort Nativitat, perquè el naufragi havia passat a Nit de Nadal. Durant els 9 dies següents es va dur a terme la neteja del terreny i la desforestació de la zona. Després d'aconseguir espai, els expedicionaris construeixen un fossat que envoltava un espai interior, on van situar cabanes de fusta i una torre fortificada. En aquest ordre es trobaven les obres quan colon, el 4 gener de 1493, emprèn el retorn a Espanya.
Així va quedar fundada la primera construcció occidental a Amèrica. El fort estava localitzat enfront del naufragi, entre la desembocadura del riu Guarico i la Punta de Picolet, a la costa nord-occidental del modern Haití.
El dia 22 novembre 1493 Colom torna a l'Espanyola, havent recorregut prèviament gairebé tot l'arc de les Antilles Menors. El dia 25 Colom envia una barca a l'illa que troba 2 cadàvers. El 26 de novembre troben dos cadàvers més, en aquesta ocasió amb barba de manera que no hi havia dubte que es tractava dels espanyols. A la nit, la flota arriba al lloc on havien construït el fort i el troben en runes, l'estacada cremada i restes de roba i objectes. De dia, alguns indis informen als espanyols que els homes del fort han mort de diverses malalties i de baralles entre ells mateixos i que els últims 4 habitants del fort els va matar Caonabó, que havia vingut des de les seves muntanyes a fer-los la guerra a ells i al seu cacic, Guacanagarí, que havia sobreviscut però que es trobava lesionat d'una cama.
Davant d'aquest fet, Colom decideix fundar una nova colònia, en un lloc més apropiat, i retorna el seu camí més de 100 quilòmetres i en un lloc solitari de la costa nord de l'actual República Dominicana, a l'est de l'actual ciutat de Luperón, funda una vila a la que bateja amb el nom de La Isabela, en honor d'Isabel I de Castella. Aquest emplaçament també tindrà una vida efímera, ja que als 2 anys serà despoblada.